# David Gerrold
Œuvres principales
- Harlie avait un an
- L'Homme éclaté
- Star Trek

David Gerrold, né le 24 janvier 1944 à Chicago, est un écrivain et scénariste de science-fiction américain.

## Biographie
David Gerrold a d'abord été quelque temps acteur et réalisateur avant de se lancer sur la scène de la science-fiction.
Il a travaillé quelque temps en collaboration avec Larry Niven, a écrit des scénarios pour Star Trek et a composé plusieurs anthologies.

## Œuvres

### SérieThe War Against the Chtorr
1. (en) A Matter for Men, 1983
2. (en) A Day for Damnation, 1985
3. (en) A Rage for Revenge, 1989
4. (en) A Season for Slaughter, 1993

### SérieStar Wolf
1. (en) Voyage of the Star Wolf, 1990
2. (en) The Middle of Nowhere, 1995
3. (en) Blood and Fire, 2004

### SérieThe Dingilliad
1. (en) Jumping Off the Planet, 2000
2. (en) Bouncing Off the Moon, 2001
3. (en) Leaping to the Stars, 2002

### SérieTrackers
1. (en) Under the Eye of God, 1993
2. (en) A Covenant of Justice, 1994

### SérieSea of Grass
1. (en) Child of Earth, 2005
2. (en) Child of Grass, 2014

### SérieJobe
1. (en) Moonstar, 2018

### UniversStar Trek

#### Série originale
- Le Tourbillon galactique ((en) The Galactic Whirlpool, 1980)

#### SérieStar Trek: La Nouvelle Génération
- Rendez-vous à Farpoint ((en) Encounter at Farpoint, 1987)

#### Autres ouvrages
- (en) The World of Star Trek, 1973
- (en) Boarding the Enterprise: Transporters, Tribbles, and the Vulcan Death Grip in Gene Rodenberry's Star Trek, 2006Écrit avec Robert J. Sawyer.

### Romans indépendants
- (en) Protostars, 1971Écrit avec Stephen Goldin.
- L'écumeur des étoiles ((en) Space Skimmer, 1972)
- Harlie avait un an ((en) When HARLIE Was One, 1972)Nommé au prix Nebula du meilleur roman
- Années-lumière, années de guerre ((en) Yesterday's Children, 1972)
- L'Homme éclaté ((en) The Man Who Folded Himself, 1973)Nommé au prix Nebula et au prix Hugo
- L'Enfant de Mars ((en) The Martian Child, 1974)Prix Hugo de la meilleure nouvelle longue
- Enemy, J'ai lu, 1986 ((en) Enemy Mine, 1979)Écrit avec Barry B. Longyear.
- (en) Star Hun, 1995
- (en) Worlds of Wonder: How to Write Science Fiction & Fantasy, 2001
- (en) Taking the Red Pill: Science, Philosophy and Religion in The Matrix, 2003Écrit avec Glenn Yeffeth.
- (en) The Flying Sorcerers, 2004Écrit avec Larry Niven.
- (en) The Omega Egg, 2007Écrit avec Tobias S. Buckell, Michael A. Burstein (en), Pat Cadigan, Bill Fawcett (en), Brian Herbert, James Patrick Kelly, Kay Kenyon, Nancy Kress, Stephen Leigh, Jody Lynn Nye (en), Laura Resnick, Mike Resnick, Kristine Kathryn Rusch, Robert Sheckley, Dean Wesley Smith (en) et Jane Yolen.
- (en) Hella, 2020

### Nouvelles traduites en français
- Une histoire d'amour en trois actes (1970)

## Filmographie
- 2008 : Star Trek: New Voyages (Phase II)
- 2007 : Un enfant pas comme les autres (Martian Child) de Menno Meyjes
- 1999 : Sliders, Un monde de félicité illusoire (New Gods for Old) (saison 5 épisode 5)
- 1996 : Star Trek: Deep Space Nine (saison 5 épisode 6 : Épreuves et Tribulations)
- 1994 : Babylon 5
- 1990 : Superboy Test of Time Saison 3, Épisode 9
- 1986 : SOS Fantômes
- 1986 : La Cinquième Dimension : 
  - Les Extraterrestres (A Day in Beaumont)
  - Un mot pour le dire (A Saucer of Loneliness),
- 1977 : L'Âge de cristal
- 1974 : Land of the Lost (série TV)
- 1974 : Star Trek : La série animée
- 1967 : Star Trek, la série originale
  - Tribulations (The Trouble With Tribbles) (saison 2, épisode 15)
  - Nuages (The Cloud Minders) (saison 3, épisode 21)